# Дзеханис, Константинос
Константинос Дзеханис (греч. Κωνσταντίνος Τζεχάνης, лат. Constantinus Tzechani, алб. Kostë Xhehani, Мосхополис, 1740 — Лейден 1800) — греческий учёный, деятель Новогреческого просвещения, философ, переводчик, математик и поэт.

## Биография

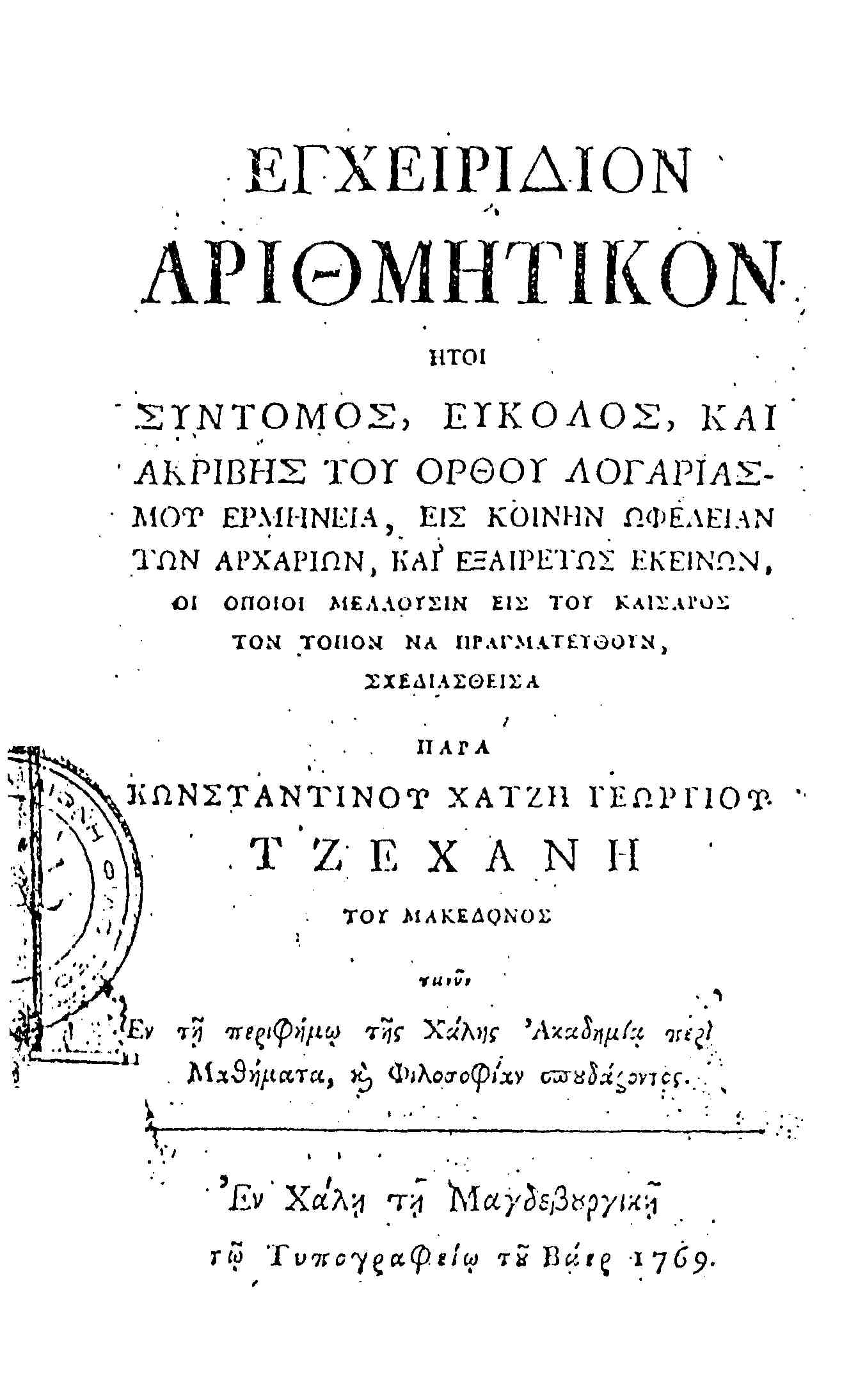
Обложка ”Руководства по арифметике” Дзеханиса, Галле, 1769)

Дзеханис родился в 1740 году в западномакедонском городке Мосхополис (сегодня территория Албании. 
Населённый преимущественно арумынами, этот городок стал в XVIII веке торговым центром и центром греческого просвещения и культуры. 
В силу этого, Мосхополис именовался в тот период «Новыми Афинами» или «Новым Мистра».
Вызывавший неприязнь и зависть окружающего мусульманского населения, православный греческий Мосхополис был разрушен до основания албанцами и турками в 1669 году, в самом начале Греческого восстания, вызванного первой архипелагской экспедиции русского флота в ходе русско-турецкой войны (1768—1774). 
Выжившие жители города рассеялись на территории османской Македонии.
О национальной принадлежности Дзеханиса есть утверждения, что он был греком или арумыном, что весьма вероятно, учитывая арумынское большинство города. 
Есть также утверждение современного британского историка Ричарда Клогга (Richard Clogg род. 1939), которое ограничивается фразой там ( в Мосхополисе) “были албанцы, которые писали на греческом языке”, после чего упоминает Дзеханиса. 
Сам Дзеханис впоследствии подписывал свои книги как «македо́нас» (Μακεδόνας), делая упор на своё македонское греческое происхождение.
Дзеханис первоначально учился в своём родном городе у Теодороса Каваллиотиса, преподавшего в Новой Академии города. 
В 1760 году, за 10 лет до разрушения города албанцами, он переехал с родителями в Вену, где его отец стал купцом.
Дзеханис стал учителем греческих школ в Тимишоаре, Пеште и Земуне 
Отец настаивал чтобы он занялся в Венгрии коммерцией, однако Дзеханис два года учился в Модре (сегодняшняя Словакия) немецкому и латинскому, намереваясь продолжить учёбу в Галле, Пруссия. 
Отец был категорически против и оставил его при себе, в Вене. 
Однако Дзеханис, пешком и без денег, в 1766 году отправился в Галле, где оставался 3 года, посещая в основном лекции математики и литератур. 
После чего он отправился в Гёттинген а затем недолго жил в Париже. 
После французской столицы он перебрался в Англию и в 1776 году он поступил в Кембриджский университет.
Он также учился в Лейпциге и в течение трёх лет и посетил несколько стран Западной Европы.
Обосновался в Лейдене, Нидерланды, где стал слушателем в местном университете 
Обнаружив что университетский профессор греческого языка негативно отзывается о греках, Дзеханис написал две большие поэмы на греческом, восхваляя в одной местный университет, а в другой древних греческих авторов. 
Однако во второй поэме Дзеханис подверг критике местного профессора, подчёркивая его ошибочные переводы греческих авторов. 
Последовали поездки в Амстердам, Венецию, Рим, Константинополь. 
В последнем он был принят Константинопольским патриархом и написал несколько хвалебных стихотворений посвящённых иерархам. 
Не задержавшись в Константинополе, Дзеханис недолго жил в Валахии, где сочинил сатирическую поэму
Посетив Польшу, вернулся в Лейден, где умер в конце века (1800).

## Научная и литературная деятельность
В 1769 году, будучи студентом, он написал на греческом и латинском языках трактат по геометрии, Введение в геометрию: новая теория о квадратуре круга, 1774 (греч. Προγύμνασμα Γεωμετρικόν, ήτοι νέα θεωρία τετραγωνισμού του κύκλου), в котором он предложил новое теоретическое решение проблемы квадратуры круга.
Именно Дзеханис дал шведскому лингвисту Иоганну Тунманну копию Протопириа («Πρωτοπειρία»), одного из самых значительных произведений Каваллиотиса.
«Протопириа», книга в 104 страницы, на страницах 15—59 включала в себя трёхъязычный словарь 1170 греческих, арумынских и албанских слов.
Эта работа была направлена на эллинизацию не говорящих на греческом христианских общин Балкан.
В 1774 году Тунманн переиздал трёхъязычный (греческий, арумынский и албанский) словарь Каваллиотиса и позже добавил латинский перевод.
Дзеханис оказал содействие И. Тунманну в его работах касательно албанского и арумынского языков
В 1770-х годах он написал на греческом языке биографию албанского и всебалканского героя Скандербега, в действительности перевёл и обработал биографию, написанную католическим священником Мартином Барлети (Marin Barleti — 1450—1513).
Его наиболее известная поэтическая работа — Героический эпос Екатерине II (Έπος ηρωελεγείον προς Αικατερίνην), патриотическая работа, направленная на национальное пробуждение греческого народа, жившего под османским правлением, написанная на латинском и древнем греческом и опубликованная в 1776 году.

## Работы
Дзеханис написал следующие работы:
- ”Руководство по арифметике” (Εγχειρίδιον αριθμητικής, Halle, 1769)
- “Поэма посвящённая епископу Тимишоары Викентию Йовановичу” (Έπος ηρωελεγείον εις Βικέντιον Ιωάννοβιτζ τον Τεμεσβαρίου επίσκοπον, Vienna, 1772)
- “Эпос посвящённый графу Франциску Колларо” (Έπος εις τον κόμητα Φραγκίσκον Κολλάριον, 1772)
- “Эпос посвящённый Константину Александру” (Έπος ηρωελεγείον εις τον Κωνσταντίνον Αλέξανδρον φιλιππίδην τον Γάιον, 1773)
- “Эпос посвящённый могучему и непобедимому Римскому императору” (Έπος ηρωελεγείον εις τον κραταιότατον και αήττητον των Ρωμαίων αυτοκράτορα, Halle, 1773)
- “Введение в геометрию, или новая теория квадратуры круга” (Προγύμνασμα γεωμετρικόν, ήτοι νέα θεωρία τετραγωνισμού του κύκλου, 1774)
- “Эпос посвящённый Екатерине Второй” (Έπος ηρωελεγείον προς Αικατερίνη Β΄, 1776)
- “Два эпоса” (Έπη δύο, Lugduni Batanorum, Leyden, 1776)
- “Сапфичесая поэма посвящённая благороднейшему Скарлату Стурла” (Ποίημα σαπφικόν εις τον ελλογιμώτατον και ευγενέστατον Σκαρλάτον τον Στούρλαν, Vienna, 1777)
- “Эпиграмма посвящённая иеромонаху Анфиму” (Επίγραμμα ηρωελεγείον εις τον ιερομονάχοις εφημέριον Άνθιμον, Vienna)
- “Сапфическая поэма на день рождения короля Пруссии, Фридриха II” (Έπος σαπφικόν εις την γενέθλιον ημέραν του βασιλέως των Πρώσσων Φρεδερίκου Β΄)
- “Две эпиграммы правителю Ипсиланти” (Δύο επιγράμματα προς τον ηγεμόνα Υψηλάντην, Leipzig)

Переводы с немецкого на греческий:
- “Грамматика Рения” (Γραμματική του Ρενίου)

Переводы с древнегреческого на немецкий:
- “Правило правильной и честной жизни” (Κανόνας του ορθού και τιμίου βίου)
- “Катехизис Платона” (Κατήχησις του Πλάτωνος)